# اریک آلگوت فردریکسون
اریک آلگوت فردریکسون (انگلیسی: Erik Algot Fredriksson؛ ۱۳ ژوئن ۱۸۸۵ – ۱۴ مه ۱۹۳۰) ورزشکار طناب‌کشی اهل سوئد بود.
وی در مسابقات کشوری و بین‌المللی در مجموع برندهٔ ۱ مدال طلا شده‌است.